# (4123) Tarsila
(4123) Tarsila es un asteroide perteneciente al cinturón de asteroides, descubierto el 27 de agosto de 1986 por Henri Debehogne desde el Observatorio de La Silla, Chile.

## Designación y nombre
Designado provisionalmente como 1986 QP1. Fue nombrado Tarsila en honor a la pintora brasileña Tarsila do Amaral.